# Mönchengladbach
Mönchengladbach é uma cidade da Alemanha, localizada no estado da Renânia do Norte-Vestfália, próxima à fronteira da Alemanha com a Holanda. A cidade fica a oeste do rio Reno. Sua população estimada é de 266.684 habitantes.
Anteriormente conhecida como Münchengladbach,
Mönchengladbach é o lar do clube de futebol Borussia Mönchengladbach, dos pilotos de Fórmula 1 Nick Heidfeld e Heinz-Harald Frentzen, do autor e cartunista Walter Moers, do artista de cabaré Pispers Volker, do criador do método "pilates" Joseph Hubertus Pilates (1880-1967), do nazista Joseph Goebbels e do filósofo Hans Jonas.
Mönchengladbach é uma cidade independente (Kreisfreie Städte) ou distrito urbano (Stadtkreis), ou seja, possui estatuto de distrito (kreis).

## História

### Nome e origens
O nome original da cidade foi Gladbach, que é ainda hoje aplicado para a cidade. Para distinguir-se de outra cidade do mesmo nome, a atual Bergisch Gladbach, teve seu nome modificado para München-Gladbach em 1888. Posteriormente, para evitar ser confundida com um bairro de Munique (München em Alemão), seu nome foi mudado para Mönchen Gladbach em 1950 e Mönchengladbach em 1960.
O riacho Gladbach, que, na atualidade, corre subterraneamente, deu o nome à cidade, que  se originou a partir de uma abadia criada em 974. A abadia e as aldeias vizinhas tornaram-se uma cidade no século XIV. A cidade de Rheydt, localizada nas proximidades, está hoje em dia incorporada a Mönchengladbach.